# Chiesa abbaziale dei Santi Maria e Marco
La chiesa abbaziale dei Santi Maria e Marco (in tedesco: Münster St. Maria und Markus) è un luogo di culto cattolico situato sull'Isola di Reichenau, nel lago di Costanza, in Germania, e facente parte del complesso dell'abbazia di Reichenau.

## Storia
Nel 724, il monaco Pirmino di Murbach, che in seguito sarà proclamato santo, fondò sull'isola di Reichenau un monastero con annessa una chiesa in legno.
Agli inizi del IX secolo, l'abate Haito decise di ricostruire la chiesa in muratura. Il nuovo edificio aveva una pianta a croce latina che presentava, al termine della navata, un'abside semicircolare. La chiesa venne consacrata a Maria Madre di Dio il giorno 16 agosto dell'anno 816. L'abate Erlebald, in carica dall'823 all'835, ampliò la chiesa abbaziale, facendo erigere, tra le altre cose, un westwerk. Questo intervento fu condotto su progetto di Valafrido Strabone.
Nell'830, il vescovo di Verona Ratoldo donò all'abbazia alcune reliquie di San Marco evangelista provenienti da Venezia. Nel 925, invece, arrivò a Reichenau una reliquia del sangue di Gesù e, per custodirla, nel 946 venne costruita, ad est della chiesa abbaziale, da essa distaccata, una rotonda ispirata a quella della basilica del Santo Sepolcro di Gerusalemme.
Nell'XI secolo, la chiesa fu devastata da un incendio, in seguito al quale, sotto l'abate Berno di Reichenau, venne ricostruita a partire dalle strutture superstiti della cattedrale del IX secolo. Rispetto alla vecchia chiesa, vennero aggiunte due navate laterali ai due lati di quella centrale.
Tra il 1236 e il 1237, le originarie volte in muratura vennero sostituite da una volta a botte in legno di rovere. Nel XV secolo, demolita la rotonda romanica, al suo posto, in contrapposizione all'originaria abside della chiesa, venne costruito un profondo coro gotico. Nel XVIII secolo, la chiesa venne arricchita con arredi in stile barocco, in parte rimossi nell'ambito dei restauri degli anni settanta del XX secolo. Nel corso dei suddetti restauri, inoltre, venne riportata alla luce la volta lignea duecentesca, in precedenza occultata da un controsoffitto.

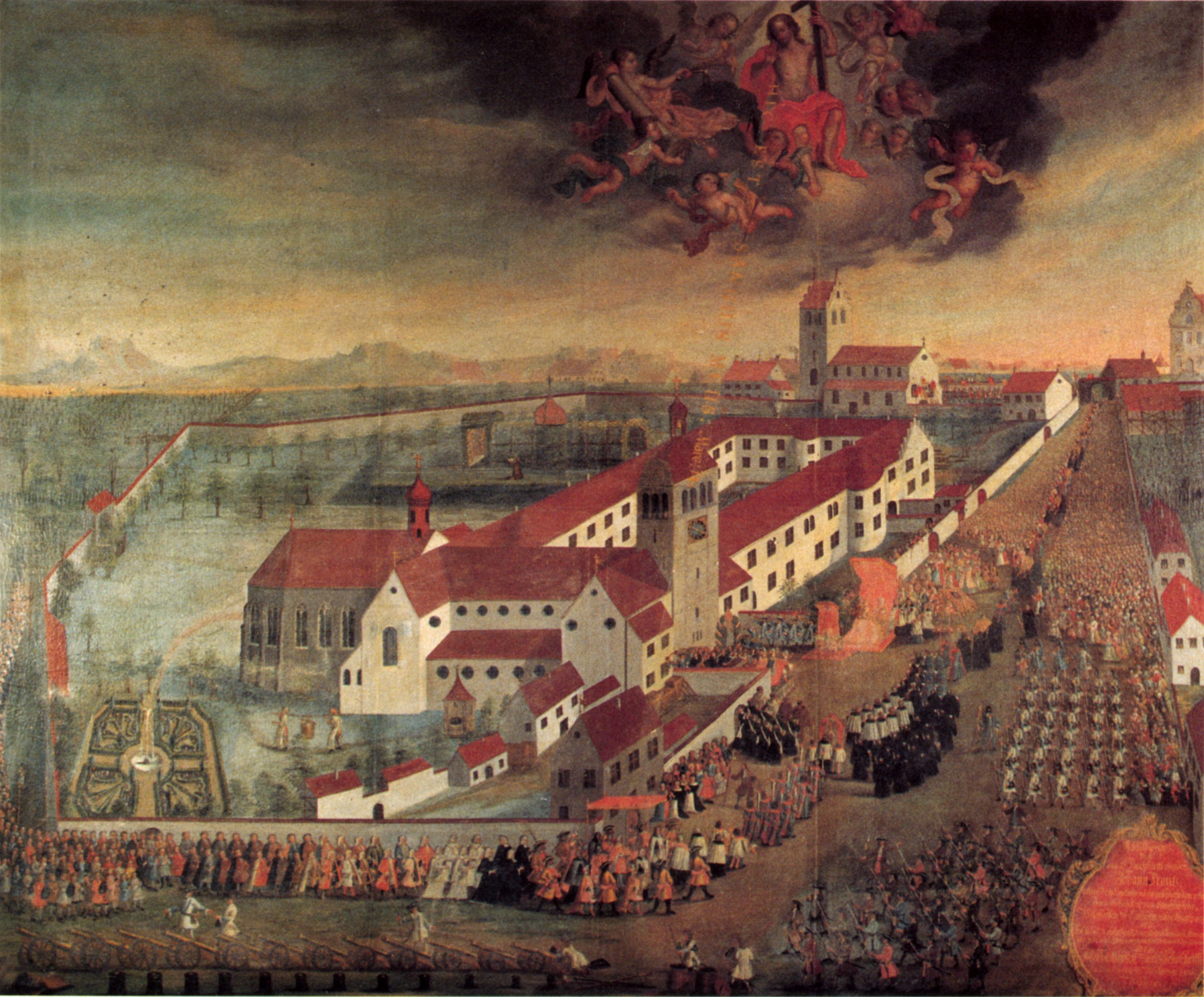
La chiesa e l'abbazia nel 1738
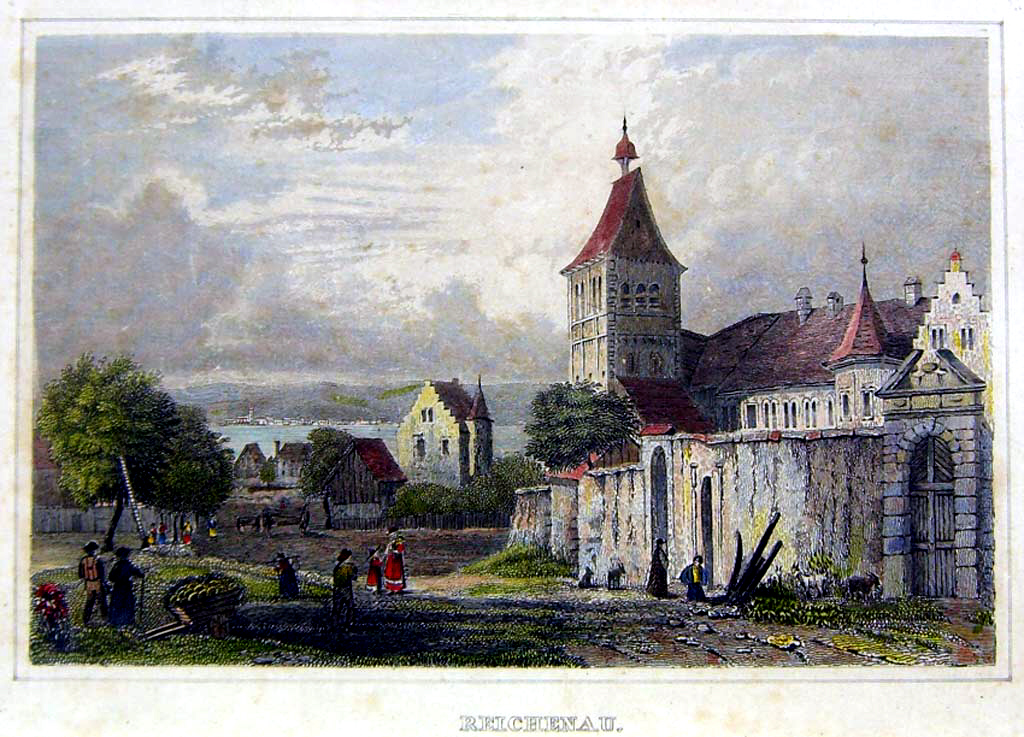
La chiesa nel XIX secolo
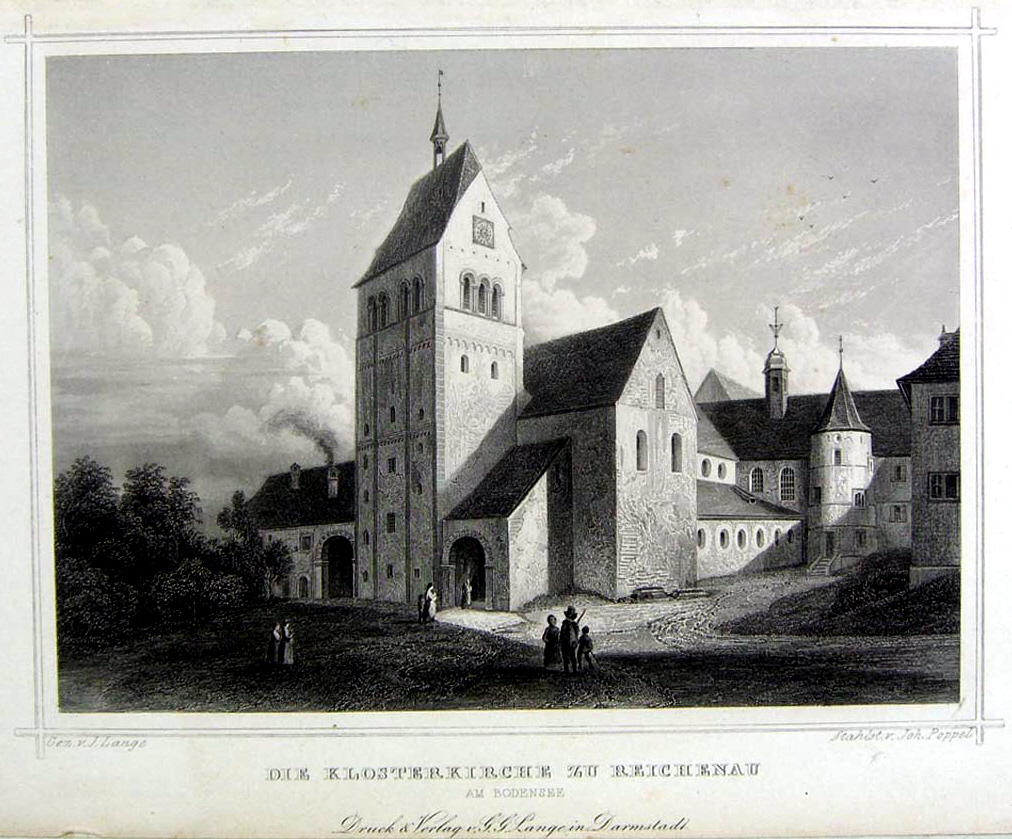
La chiesa nel XIX secolo
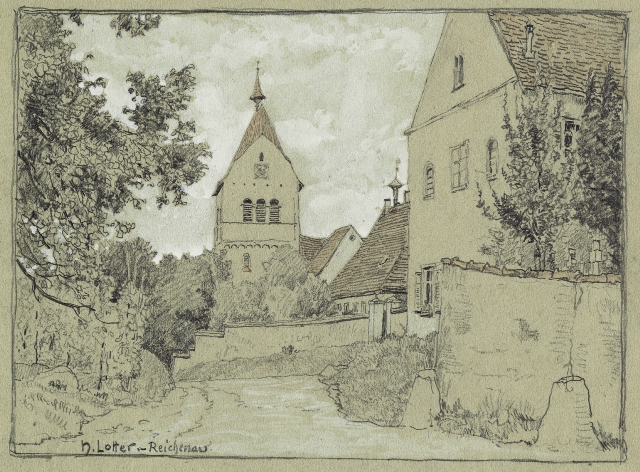
La chiesa nel 1941

## Descrizione

### Pianta
Pianta della chiesa abbaziale dei Santi Maria e Marco
 Torre campanaria

 Abside occidentale

 Portale settentrionale

 Portale meridionale

 Transetto occidentale

 Navata di sinistra

 Navata centrale

 Navata di destra

 Altare del Santo Sangue

 Organo a canne

 Transetto orientale

 Sacrestia

 Coro gotico

### Esterno

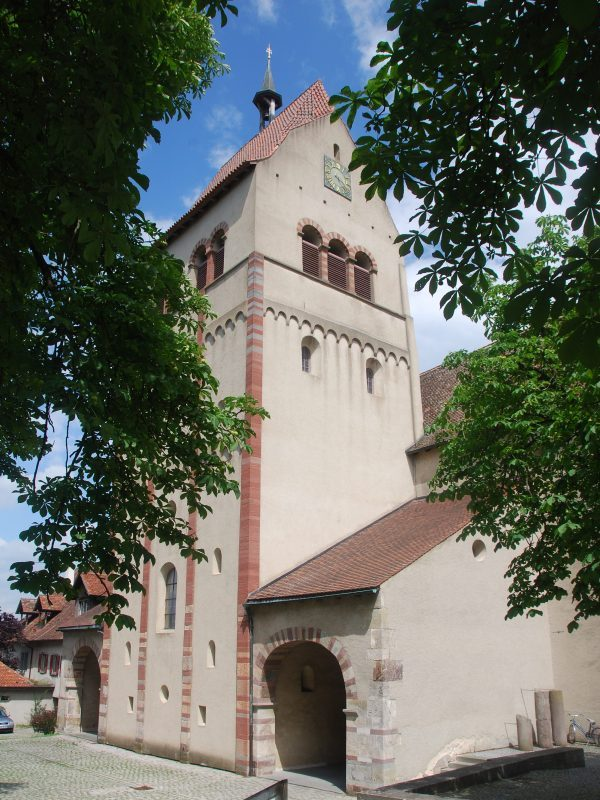
La torre campanaria e i due portali

Alla chiesa, che è priva di facciata, si accede tramite due portali, ciascuno dei quali è preceduto da un protiro, originariamente sormontato da un secondo piano con trifora, che si apre sull'esterno con un unico arco a tutto sesto posto frontalmente. I due portali, che danno sul transetto occidentale, sono posti ai lati della torre campanaria, facente parte dell'antico westwerk. Essa, a pianta rettangolare, ingloba al suo interno l'abside occidentale che è a pianta semicircolare. Nella parte inferiore del campanile, si apre un grande finestrone ad arco a tutto sesto, affiancato da finestrelle più piccole poste ai suoi lati. La parte inferiore della torre ospita la cella campanaria; quest'ultima comunica sull'esterno tramite una trifora su ciascuno dei quattro lati. Sulla facciata interiore, il campanile è decorato con fasce verticali in mattoncini rossi. La torre termina con una slanciata copertura a doppio spiovente sormontata da un piccolo campaniletto; esso è costituito da una copertura a piramide a pianta eptagonale sormontata da una croce di Santo Spirito ed ospita un'unica campana. Sulla facciata meridionale della torre campanaria, sopra la trifora, vi è il quadrante dell'orologio.
Le fiancate della chiesa sono prive di particolari decorazioni e presentano un omogeneo paramento murario con intonaco chiaro. Le facciate dei due transetti non presentano portali, ma soltanto più monofore disposte simmetricamente. Il coro gotico è caratterizzato dal tetto a spiovente, che è più alto rispetto a quello della navata centrale e dei transetti, dal paramento murario in blocchi di pietra chiara e dalla presenza di contrafforti, anch'essi in pietra.

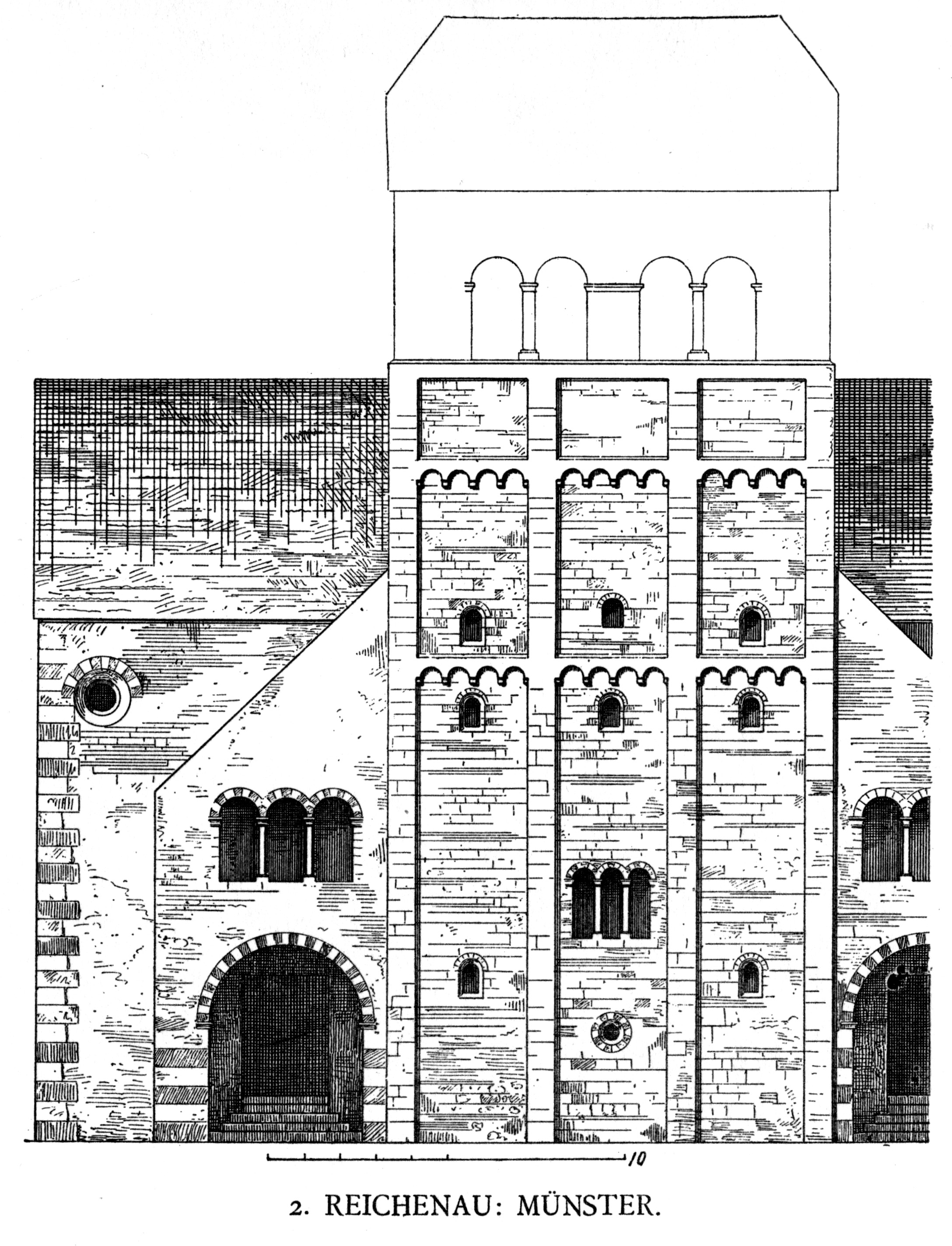
Composizione originaria del westwerk
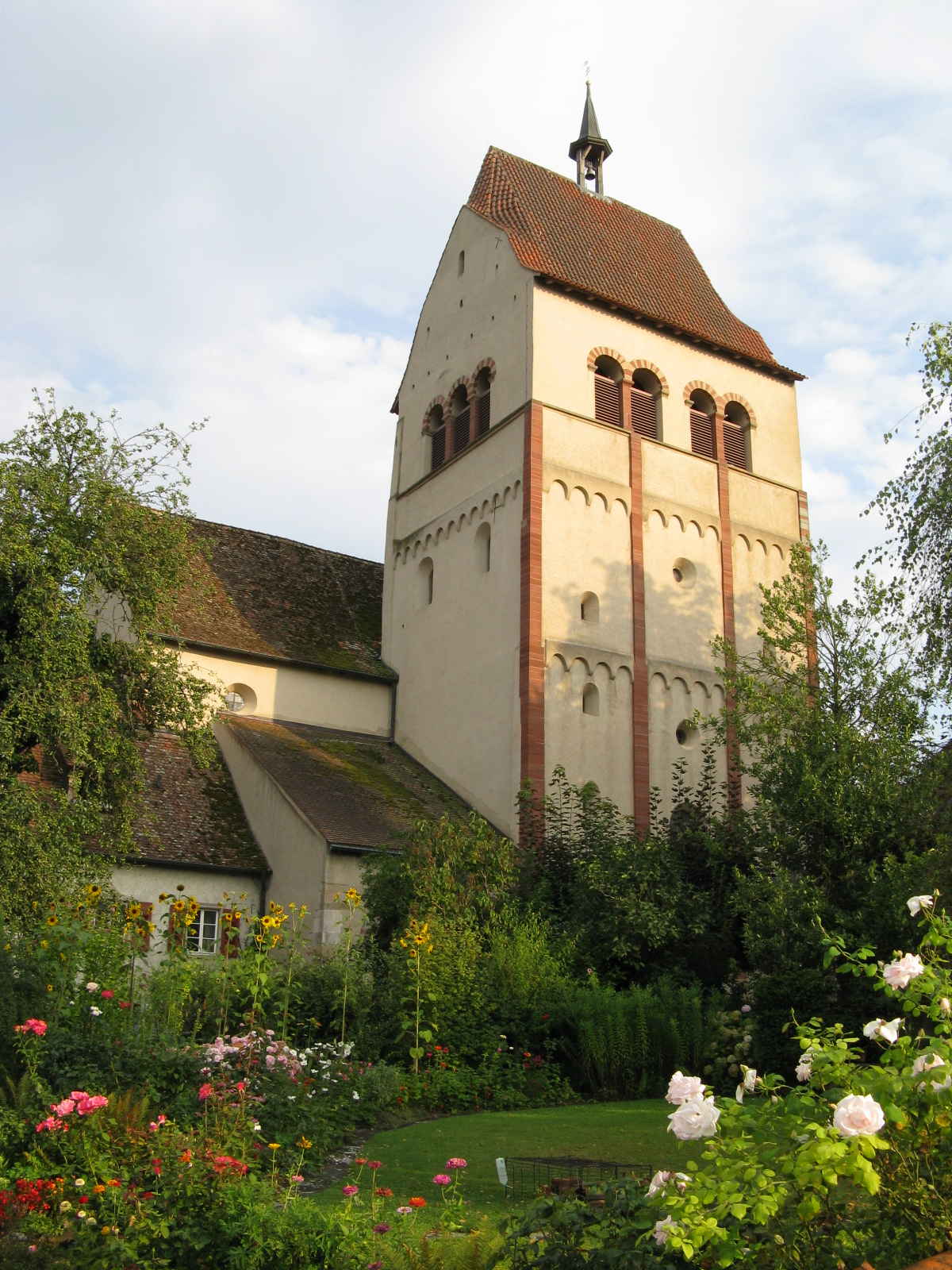
La torre campanaria
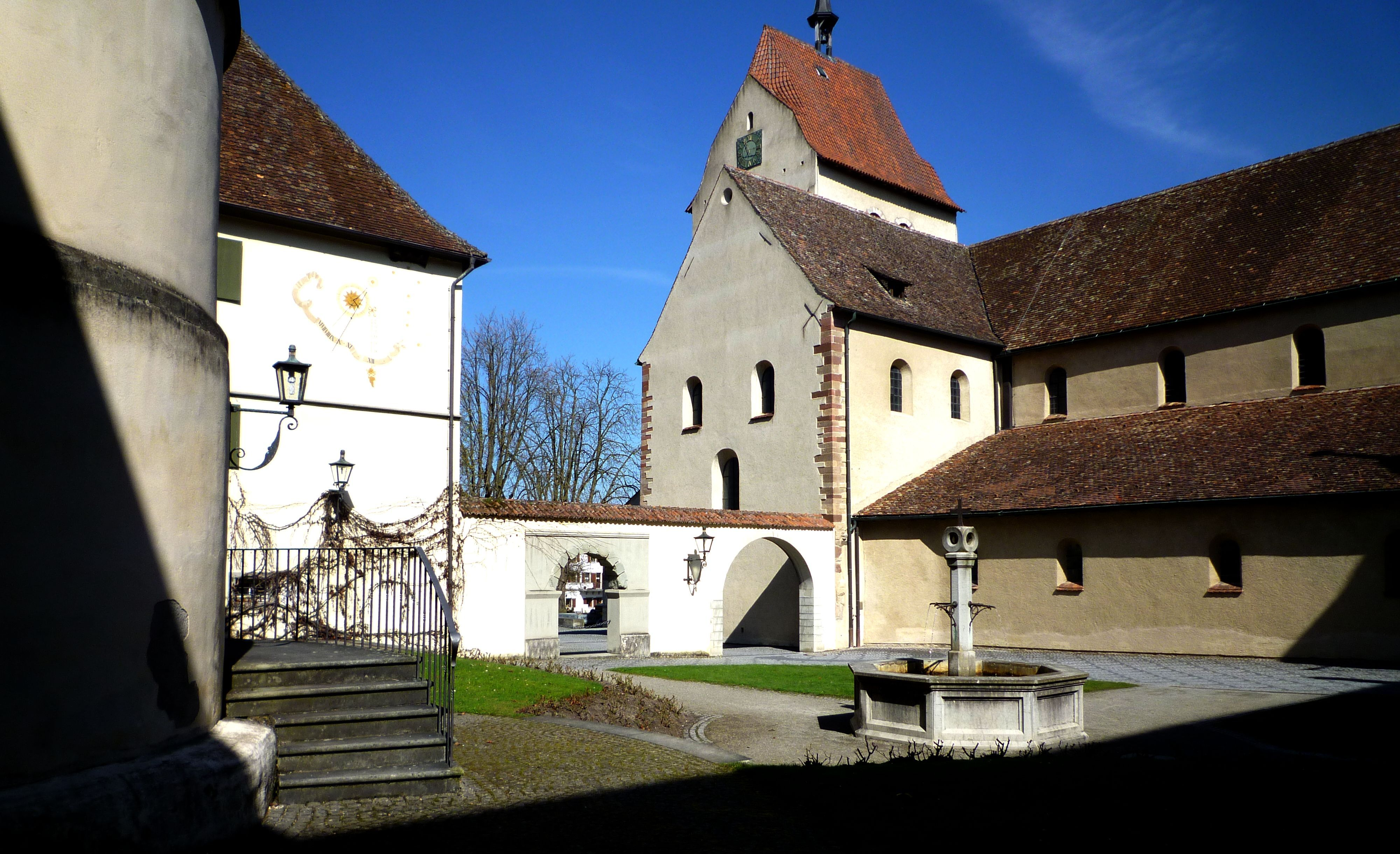
La fiancata destra
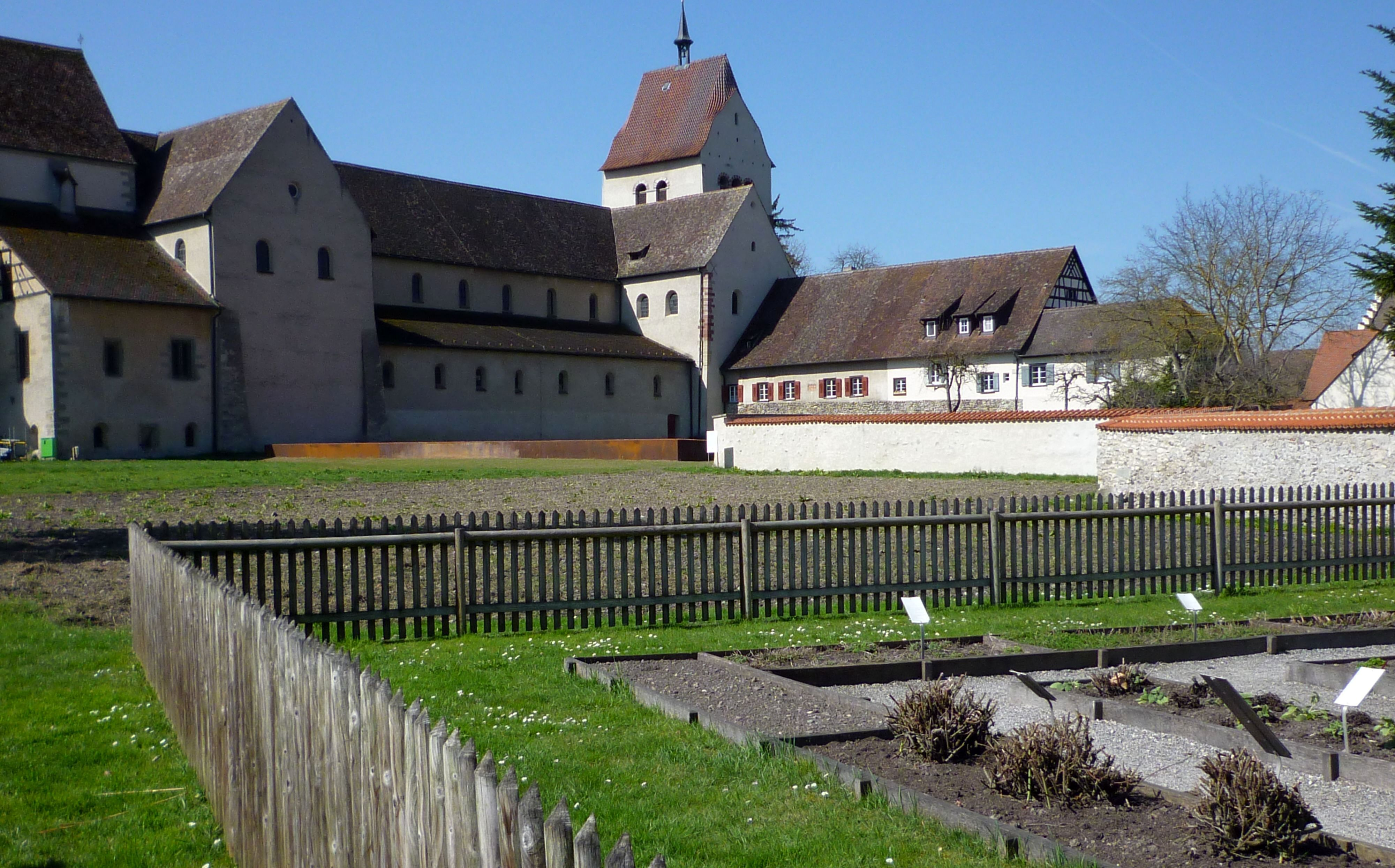
La fiancata sinistra

### Interno

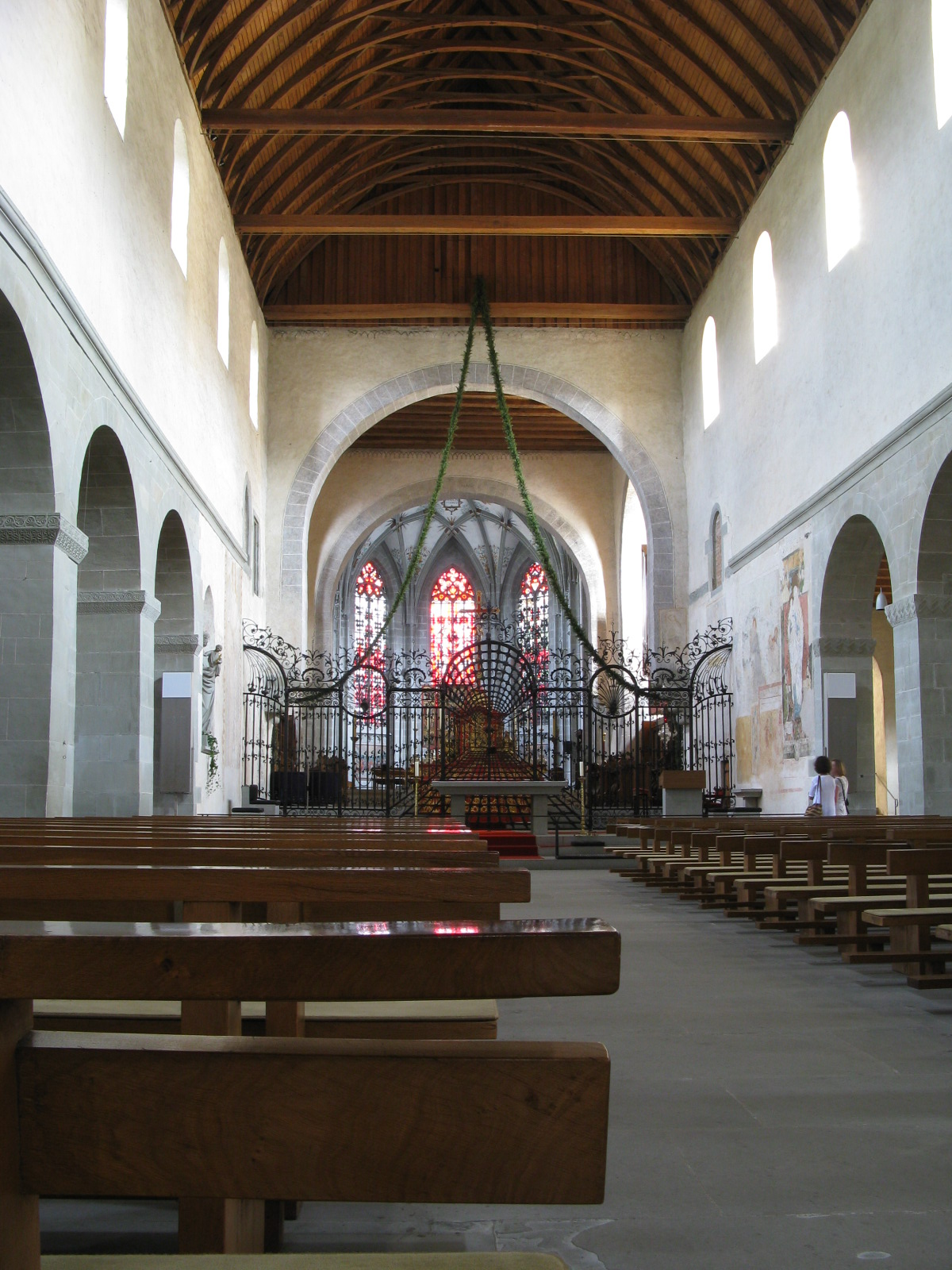
Interno verso il presbiterio

L'interno della chiesa abbaziale presenta una particolare pianta a tre navate con doppio transetto ed un'abside a ciascuna delle due estremità della navata centrale.
L'aula è divisa in tre navate di diversa altezza, con le due laterali gemelle, da due serie di cinque arcate a tutto sesto poggianti su pilastri in pietra a pianta quadrata, con capitelli finemente scolpiti con motivi floreali. Mentre le navate laterali sono coperte con soffitto ligneo piano sorretto da travi, la navata centrale presenta ancora la particolare volta a botte lignea duecentesca, riportata alla luce negli anni settanta del Novecento. Sulla parete di destra della navata, oltre le arcate, vi sono alcuni affreschi della fine del XIV secolo raffiguranti la Madonna con il Bambino e donatori, San Cristoforo e Gesù nell'Orto degli ulivi. Sulla parete opposta, entro una nicchia, vi è una statua dell'inizio del Trecento raffigurante la Madonna col Bambino. Nella navata laterale di destra si trova una Pietà della metà del XIV secolo, mentre in quella di sinistra si trova il Martirio di Santo Stefano (1596).
La crociera del transetto orientale e la parte terminale della navata centrale sono adibite a presbiterio e sopraelevate di alcuni gradini rispetto al resto della chiesa. Nel presbiterio post-conciliare, separato da quello pre-conciliare tramite un'elaborata cancellata barocca del 1746, vi sono l'altare, l'ambone e la sede in pietra, mentre in quello antico si trova il barocco altare del Santo Sangue in marmi policromi, alle spalle del quale, in posizione arretrata, vi è il polittico Incoronazione della Vergine tra i Santi (1498), opera di Rudolf Stahel.

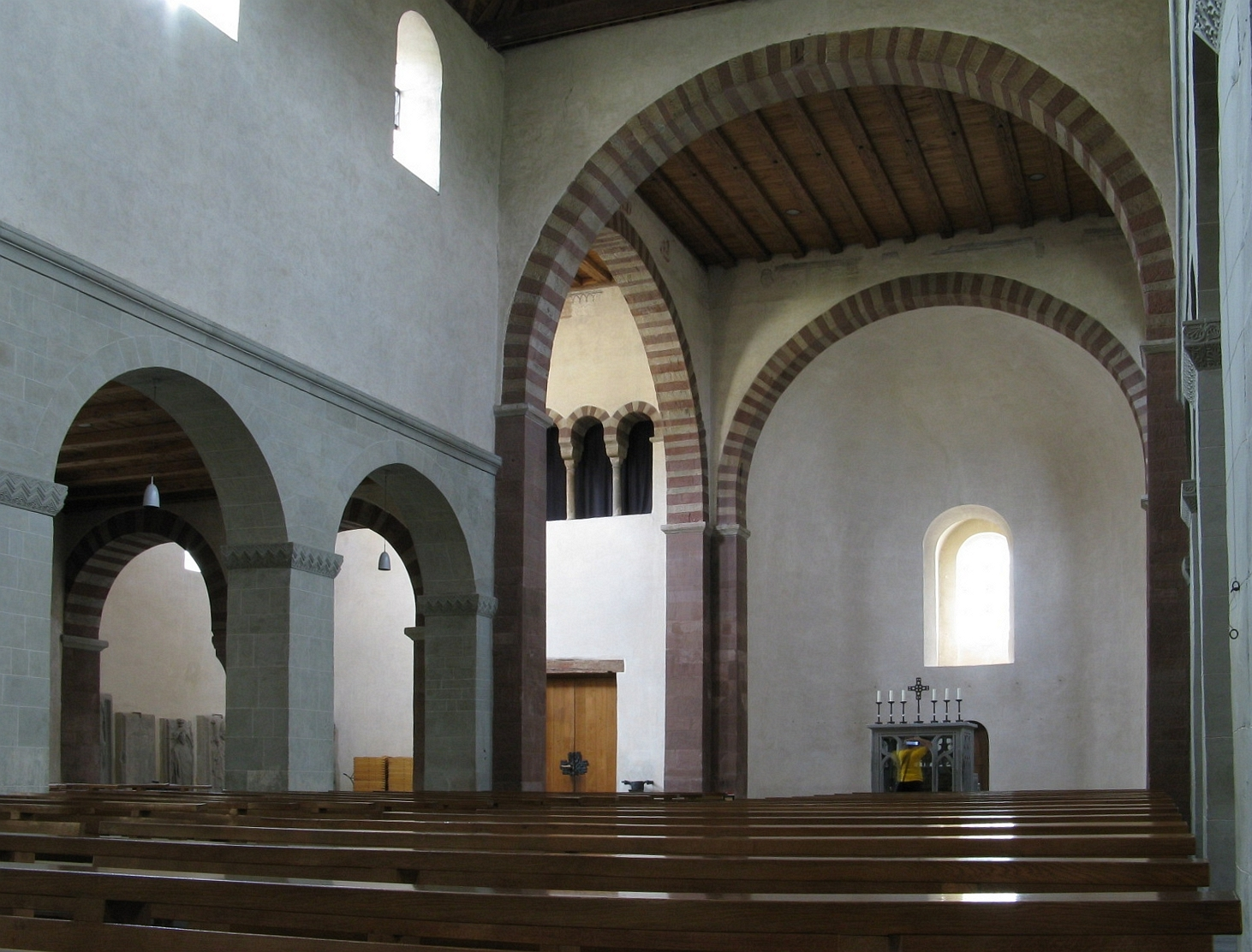
Interno verso l'abside occidentale

Alle spalle del presbiterio, si apre il profondo coro gotico quattrocentesco, coperto con volte a stella e terminante con un'abside poligonale. Le pareti laterali, nelle quali si aprono alte quadrifore con vetrate policrome, e le volte sono decorate con affreschi cinquecenteschi sul tema dell'eucaristia.
All'estremità occidentale della navata, oltre il transetto, vi è l'abside semicircolare romanica, illuminata da un unico finestrone ad arco a tutto sesto ed inserita nella base dalla torre campanaria. Al centro dell'ambiente, vi è l'altare-reliquiario gotico di San Marco (1477), in marmo, all'interno del quale si trovano alcune reliquie del santo ed un evangeliario miniato del IX secolo. Sulla parte anteriore presenta un'intelaiatura in gotico fiammeggiante, mentre su quella posteriore una scala che consente di raggiungere la mensa.
I due transetti e le relative crociere sono coperti con soffitto ligneo piano sorretto da travi.

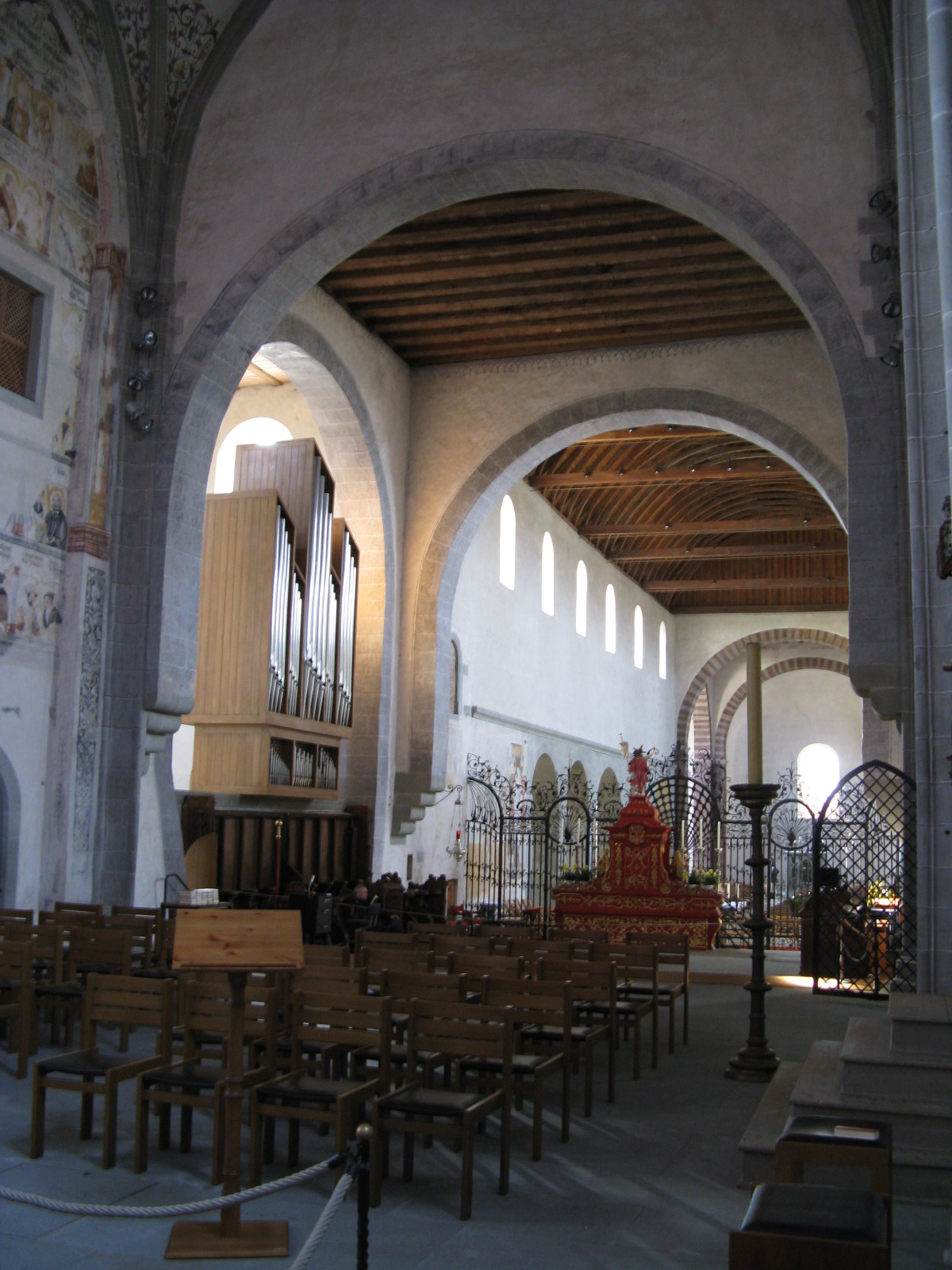
Interno dal coro
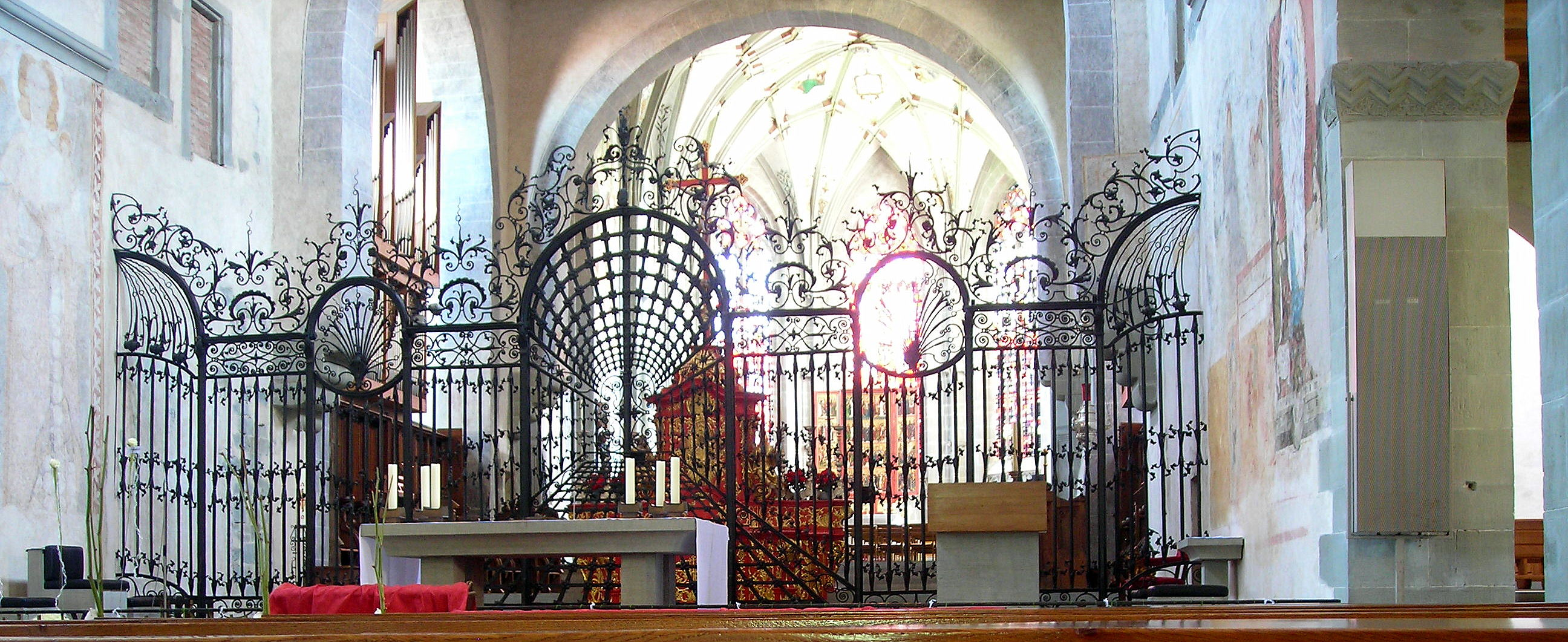
Il presbiterio
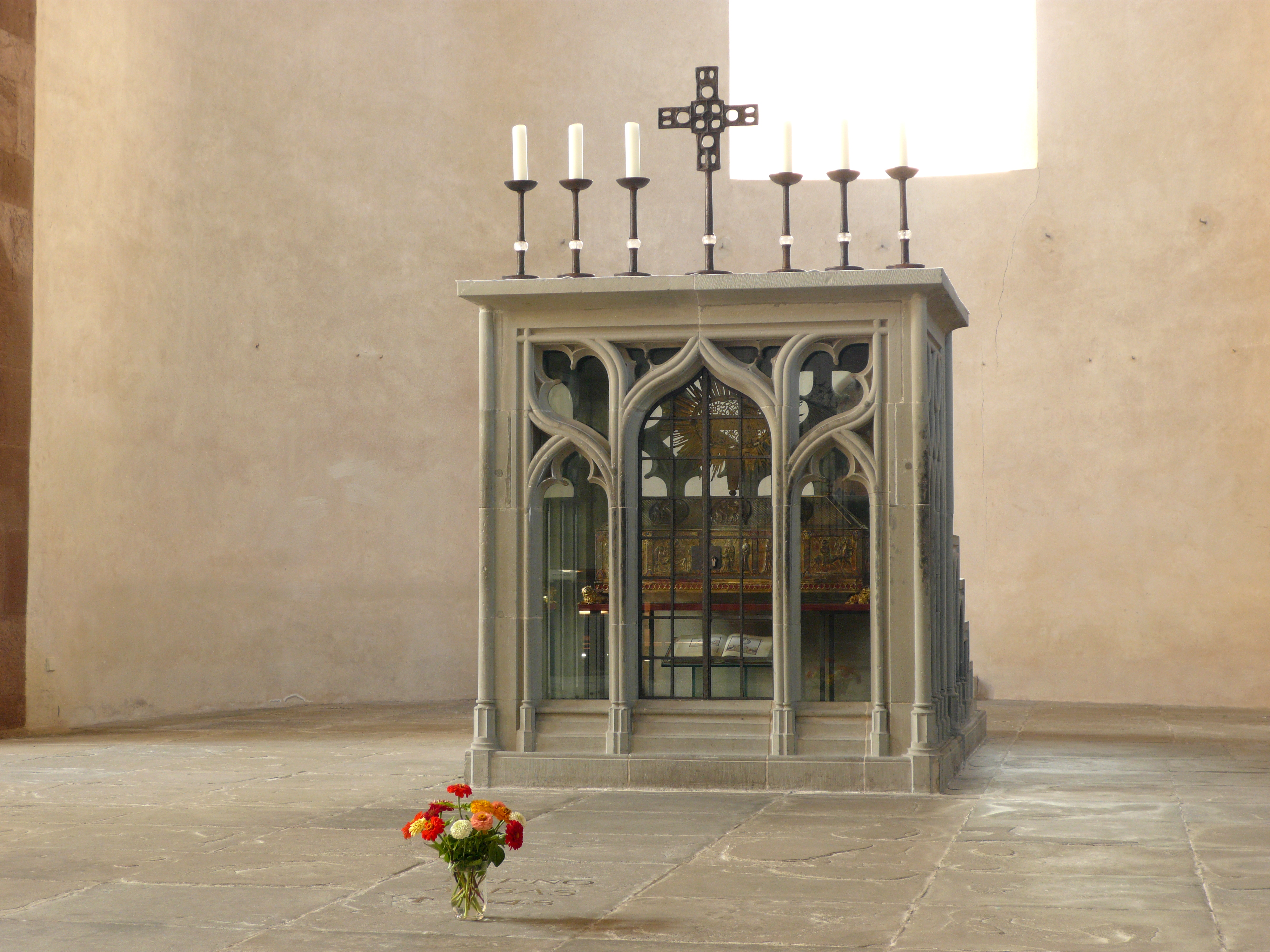
L'altare-reliquiario di San Marco
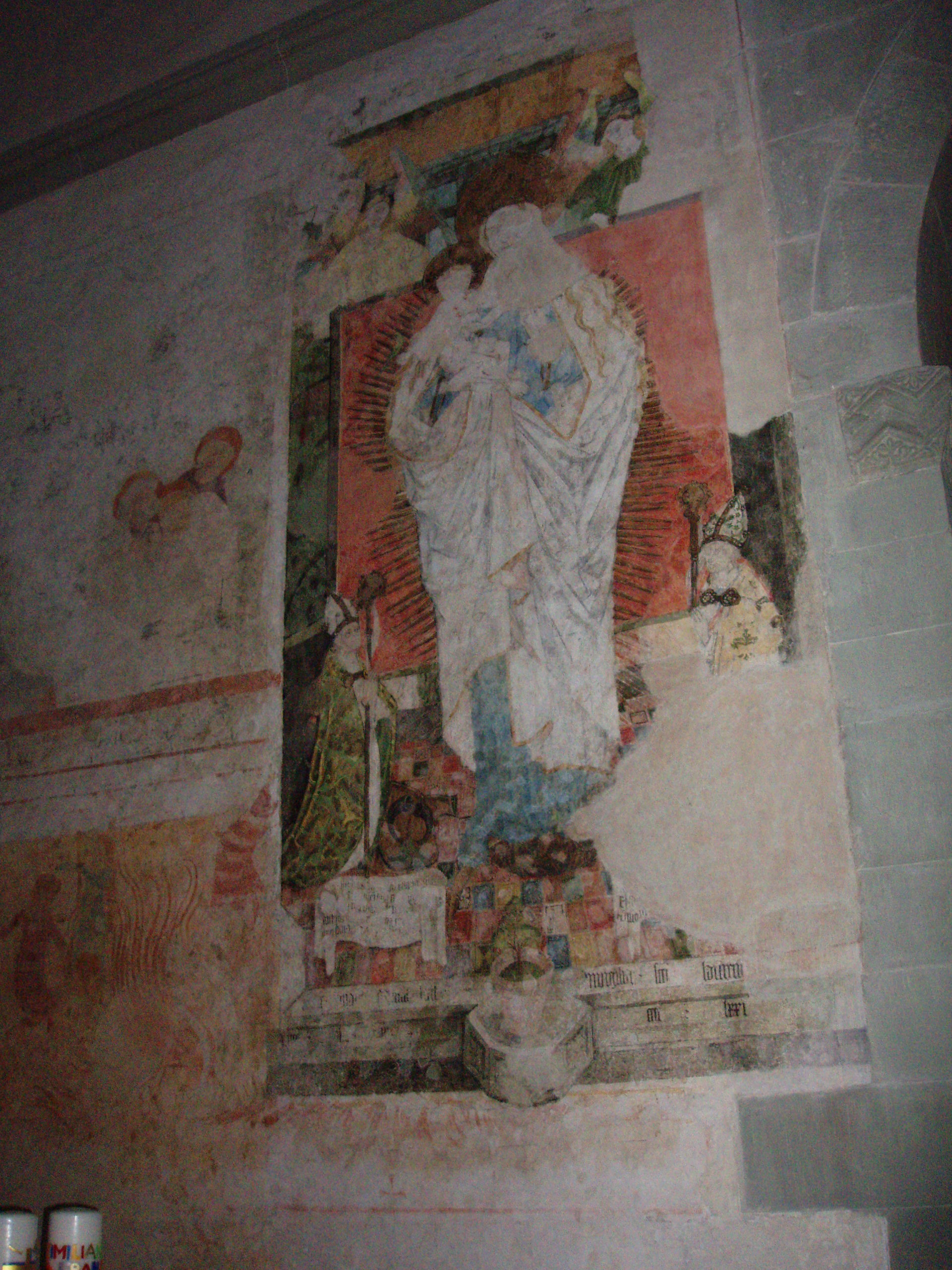
Madonna con il Bambino e donatori (fine XIV secolo)

### Organo a canne
Nella chiesa si trova l'organo a canne Johannes Klais Orgelbau opus 1355, costruito nel 1967.
Lo strumento è diviso in due corpi contrapposti, con casse simmetriche con mostra composta da canne di principale disposte in più campi con bocche a mitria. La consolle, avente due tastiere di 58 note ciascuna e pedaliera di 30 note, è collocata presso il corpo di sinistra. L'organo è a trasmissione mista, meccanica per i manuali e il pedale ed elettrica per i registri e le combinazioni, ed ha 3.050 canne per un totale di 39 registri.